# Christer Hellmark
Stig Christer Hellmark, född 22 september 1946 i Linköping, död 3 februari 2019 i Högalids distrikt i Stockholm, var en svensk grafisk formgivare och författare till bland annat Typografisk handbok och Bokstaven, ordet, texten.

## Biografi
Hellmark avlade 1965 studentexamen på Katedralskolan i Linköping, där han satt i redaktionen för gymnasietidningen Kretteln. Efter studier på Journalistinstitutet i Stockholm arbetade han en tid på Expressen och som förlagsredaktör. Han tillhörde grundarna av bokförlaget och föreningen Ordfront, där han blev en av förgrundsfigurerna. Hellmark finns representerad vid Nationalmuseum i Stockholm.
Han var under en period gift med teaterkritikern Ingegärd Waaranperä. Han är gravsatt på Skogskyrkogården i Stockholm.

## Priser och utmärkelser
- Berlingpriset 1993